# Четырёхполосый полоз
Четырёхполо́сый по́лоз, или четырёхполо́сый лазающий по́лоз (лат. Elaphe quatuorlineata) — крупная змея из семейства ужеобразных, относящаяся к роду лазающих полозов. Распространён в северном и восточном Средиземноморье. Питается грызунами, птицами, ящерицами. Для человека опасности не представляет.

## Описание
Крупная змея; в сравнении с другими видами в границах ареала выглядит более объёмистой и мощной. Длина взрослой особи обычно не превышает 150 см, отдельные крупные экземпляры могут достигать длины 260 см. Голова удлинённая, ромбовидной формы; тело имеет слабо выраженную суженную область на границе головы и туловища. Чешуйчатый покров вокруг глаза выглядит следующим образом: один большой предглазничный, один маленький подглазничный, два (реже три) заглазничных щитка. На брюхе 187—224 щитков у самцов и 205—234 у самок.
Различают 3 формы (подвида) этого полоза с различными деталями окраса и особенностями поведения. В названии отражена особенность двух западных подвидов: четыре тёмно-бурых продольных полосы в верхней части туловища. Первая из форм, номинативный подвид E. q. quatuorlineata распространена в Италии (включая Сицилию), на Балканах, юго-западной Болгарии и островах Эгейского моря Скиатос, Скопелос, Эвбея, Кея, Тинос и Спеце. Она имеет 25 (редко 23) продольных чешуй, сверху окрашена в буроватый, желтоватый либо серый цвет. Брюхо соломенно-желтого цвета, иногда с небольшими размытыми пятнами. У молодых особей сверху развиты чёрные продолговатые пятна, исчезающие на второй или третий год жизни.
Второй подвид E. q. muenteri обитает на большинстве островов архипелага Киклады. Он заметно меньше двух других форм — его длина обычно не превышает 180 см (в среднем 120 см). Окрас аналогичен предыдущему подвиду, но тёмные продольные полосы значительно более узкие и в отдельных случаях едва видны либо отсутствуют вовсе.

## Распространение
Распространён в южной Европе, главным образом в степных и лесостепных районах. Кроме того, встречается на каменистых и песчаных ландшафтах нижнего яруса гор. Область обитания в Европе охватывает область от Сицилии и северо-восточной Италии до побережья Адриатического и Эгейского морей. В частности, полоз многочисленен вдоль берегов Адриатического моря (Словения, Северная Македония, Албания, южная часть Сербии, Черногория), континентальной Греции и островах Ионического и Эгейского морей.
Отдаёт предпочтение хорошо прогреваемым биотопам с тенистыми участками и достаточно высокой влажностью. Его можно встретить на опушках и окраинах островных и галерейных лесов, в речных поймах, на поросших кустарником каменистых склонах, в зарастающих песчаных пустошах, зарослях саксаула, садах и виноградниках. В качестве убежищ выбирает каменистые расщелины, глубокие трещины в почве и норы грызунов, а также дупла деревьев. В горы поднимается до 2500 м над уровнем моря.

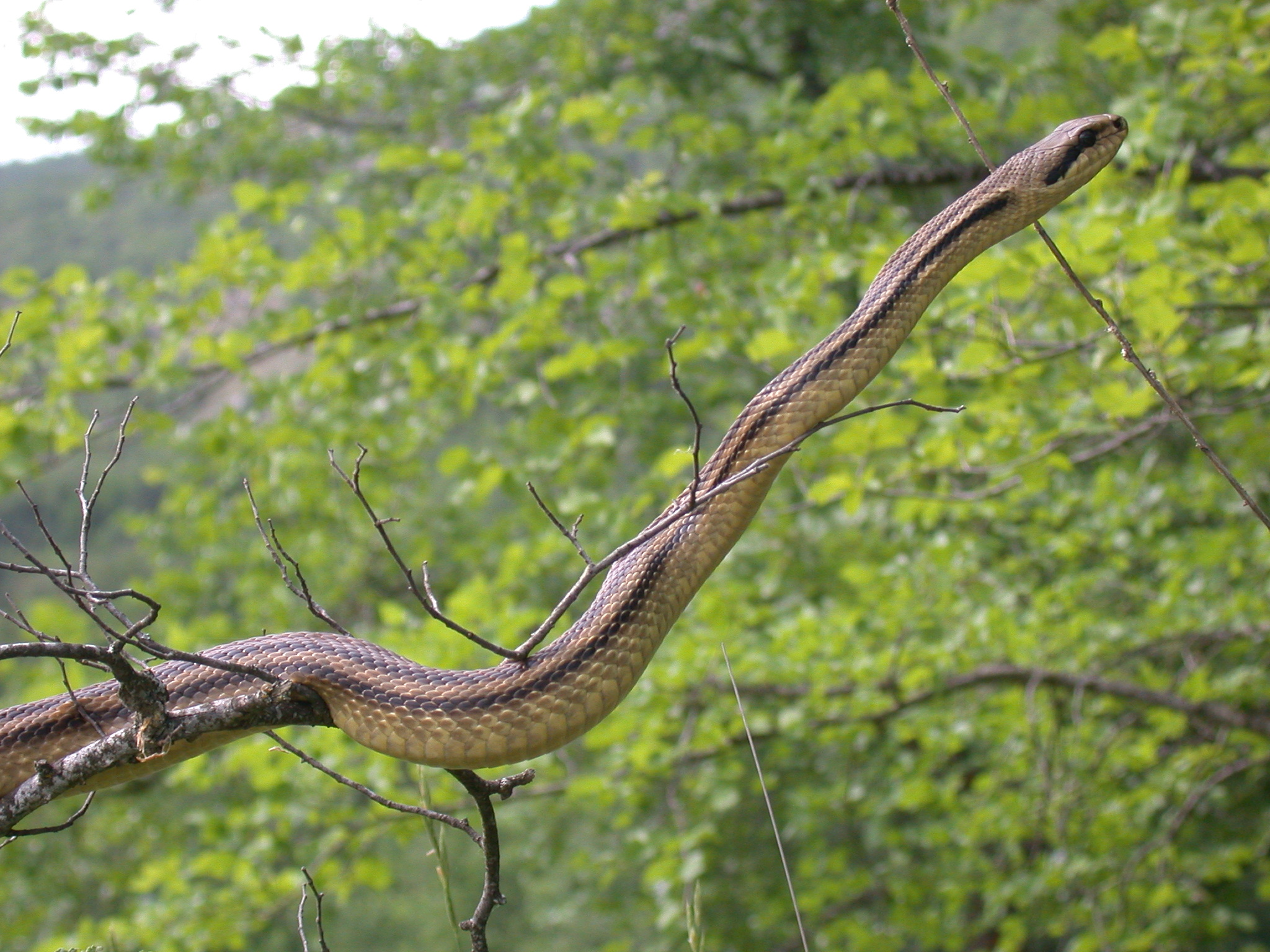

## Образ жизни
Активен с февраля-марта по сентябрь-октябрь. В пасмурные и прохладные дни охотится в светлое время суток, в солнечные в сумерки и ночью, пережидая жару в убежище. Питается грызунами размером до суслика или молодого зайца, охотится на птиц и разоряет их гнёзда. Легко передвигается по стволам и ветвям деревьев, без труда преодолевает воздушное пространство между ветками, удалёнными друг от друга на расстояние до 50—60 см. В поисках кладок и птенцов часто исследует дуплянки и скворечники, в первую очередь расположенные на высоте не более 1,5 м над землёй. Крупную жертву сдавливает кольцами туловища, яйца заглатывает целиком (в передних позвонках змей имеются отростки, получившие название гипапофизы, которые сверху давят на пищевод и выдавливают содержимое яиц). Известны случаи, когда полоз уничтожал кладки из 8—9 яиц. В рационе молодняка преобладают ящерицы.
Приметив опасность издалека, змея напротив пытается укрыться в густой траве. Среди природных врагов змеи — многие хищные птицы, хорьки, лисицы, желтопузики.
Половая зрелость наступает в возрасте 3—4 лет. Взрослая самка почти ежегодно в июле или августе откладывает от 4 до 16 яиц длиной 30—70 мм. Период инкубации составляет 7—9 недель, во время которой змея зачастую охраняет кладку, свернувшись вокруг неё кольцами. Длина детёнышей номинативного подвида 20—40 см, восточного — 15—25 см.

## Классификация
В настоящее время выделяют 4 подвида четырёхполосого полоза:
- Elaphe quatuorlineata muenteri
- Elaphe quatuorlineata quatuorlineata
- Elaphe quatuorlineata scyrensis
- Elaphe quatuorlineata parensis

Ранее в качестве подвида четырёхполосого рассматривали сарматского полоза.